# Třída Gorgon
Třída Gorgon byla třída monitorů britského královského námořnictva z období první světové války. Původně byly rozestavěny jako pobřežních bitevních lodě norského královského námořnictva třídy Bjørgvin, ale po vypuknutí války je zabavilo britské námořnictvo, pro které byly dokončeny jako Glatton (ex Bjørgvin) a Gorgon (ex Nidaros). Ve službě byly v letech 1918–1919. Glatton roku 1918 zničila exploze muničního skladu, Gorgon byl roku 1919 převeden do rezervy, později využíván jako cvičný cíl a roku 1928 sešrotován.

## Stavba
Stavba dvou pobřežních bitevních lodí třídy Bjørgvin byla schválena roku 1912 a v lednu 1913 objednána u britské loděnice Armstrong Whitworth v Elswicku. Kýly obou plavidel byly založeny v polovině roku 1913, po vypuknutí první světové války se však stavba zastavila. Následně byly zabaveny Velkou Británií a dostavěny podle upraveného projektu jako monitory. Norsku byly vráceny platby za obě plavidla. Především byly vybaveny protitorpédovou obšívkou. Do služby byly přijaty roku 1918 jako monitory třídy Gorgon.
Jednotky třídy Gorgon:
| Jméno                           | Založení kýlu | Spuštěna       | Dodání         | Status                                                                               |
| ------------------------------- | ------------- | -------------- | -------------- | ------------------------------------------------------------------------------------ |
| Gorgon (P59, N51, ex Nidaros)   | červen 1913   | 9. června 1914 | červen 1918    | Roku 1919 převeden do rezervy, od roku 1921 sloužil jako cvičný cíl, sešrotová 1928. |
| Glatton (N03, N50, ex Bjørgvin) | květen 1913   | 8. srpna 1914  | 31. srpna 1918 | Dne 16. září 1918 v Doveru zničen výbuchem.                                          |

## Konstrukce

### TřídaBjørgvin
Plánovanou výzbroj tvořily dva 240mm kanóny v jednodělových věžích, čtyři 150mm kanóny v jednodělových věžích, dále šest 100mm kanónů a dva 450mm torpédomety. Pohonný systém tvořily čtyři kotle a dva parní stroje s trojnásobnou expanzí o výkonu 4500 hp, pohánějící dva lodní šrouby. Nejvyšší rychlost měla dosahovat 15 uzlů. Dosah měl být 2500 námořních mil při rychlosti 10 uzlů.

### TřídaGorgon

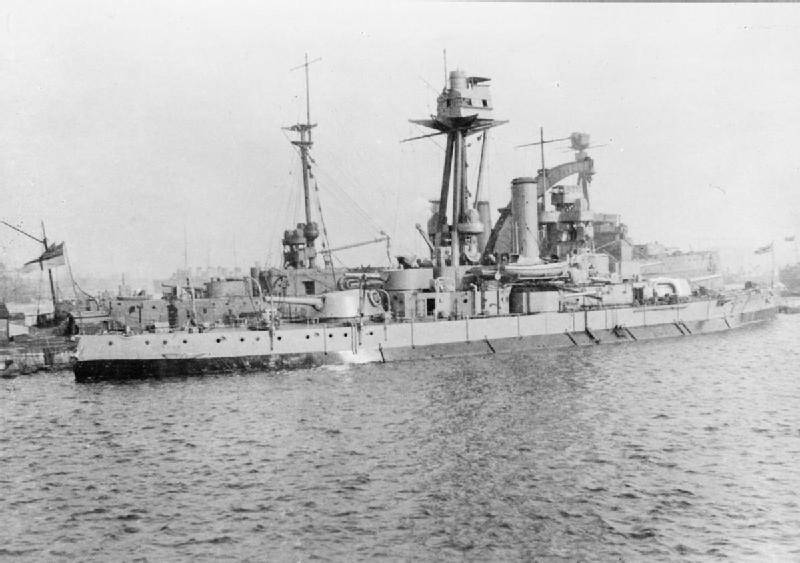
Monitor HMS Gorgon

Výtlak plavidel se po všech úpravách (zejména protitorpédová obšívka) zvětšil o cca 1000 tun. Nad trupem byl rovněž vztyčen vysoký trojnožkový stožár. Hlavní výzbroj zůstala zachována, kanóny však musely být upraveny pro použití britské munice a jejich elevace byla zvýšena na 40°. Ráže hlavních děl se po převrtání změnila na 234 mm. Ráže sekundárních děl byla upravena na 152 mm. Hlavní děla měla dostřel 35,5 km, což překonávala pouze 457mm dvou monitorů třídy Lord Clive. Plánované 100mm kanóny a 450mm torpédomety instalovány nebyly. Gorgon místo nich nesl několik protiletadlových kanónů (dva ráže 76,2 mm a čtyři ráže 40 mm). Plánovaný pohonný systém zůstal zachován, kotle ale byly upraveny tak, aby kromě uhlí mohly spalovat i naftu. Rychlost klesla na 13 uzlů.

## Služba

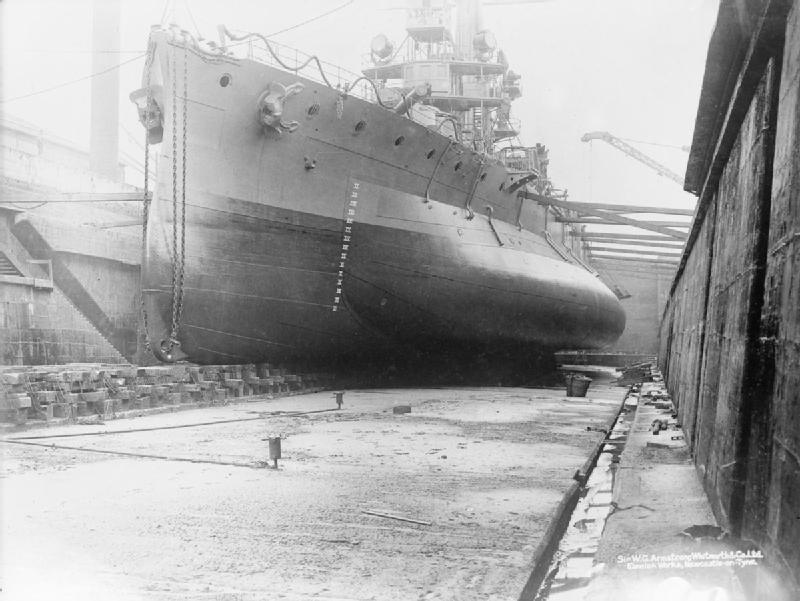
Monitor HMS Glatton v suchém doku

Monitor Gorgon byl v posledním roce první světové války nasazen při ostřelování pozemních cílů ve Flandrech. Roku 1919 byl převeden do rezervy a nabídnut k prodeji Norsku. To jej však odmítlo, neboť se po přestavbě nevešel do tamních doků. Následně sloužil jako cvičný cíl a roku 1928 byl sešrotován.
Jeho sesterská loď Glatton byla ve službě pouhých pět dnů. Dne 11. září 1918 se monitor v přístavu Dover připravoval na bojové nasazení. Přitom vybuchlo muniční skladiště ve středu lodě. Zatímco příď se potápěla, vzniklý požár ohrožoval muniční sklady na zádi. Jejich případný výbuch mohl zasáhnout také nedaleko Glattonu zakotvenou muniční loď. Proto byl monitor na rozkaz admirála Rogera Keyese potopen torpédoborci HMS Cossack a HMS Myngs. Po zásahu několika torpédy se Glatton převrátil. Kvůli výbuchu a následnému požáru zemřelo celkem 79 osob. Vrak monitoru, jehož část doshovala až nad hladinu, dlouhodobě ztěžoval provoz doverského přístavu. Sešrotovat se jej podařilo v letech 1925–1926.